# 帕納耶爾維國家公園
66°17′03″N 30°08′23″E / 66.2842°N 30.1397°E

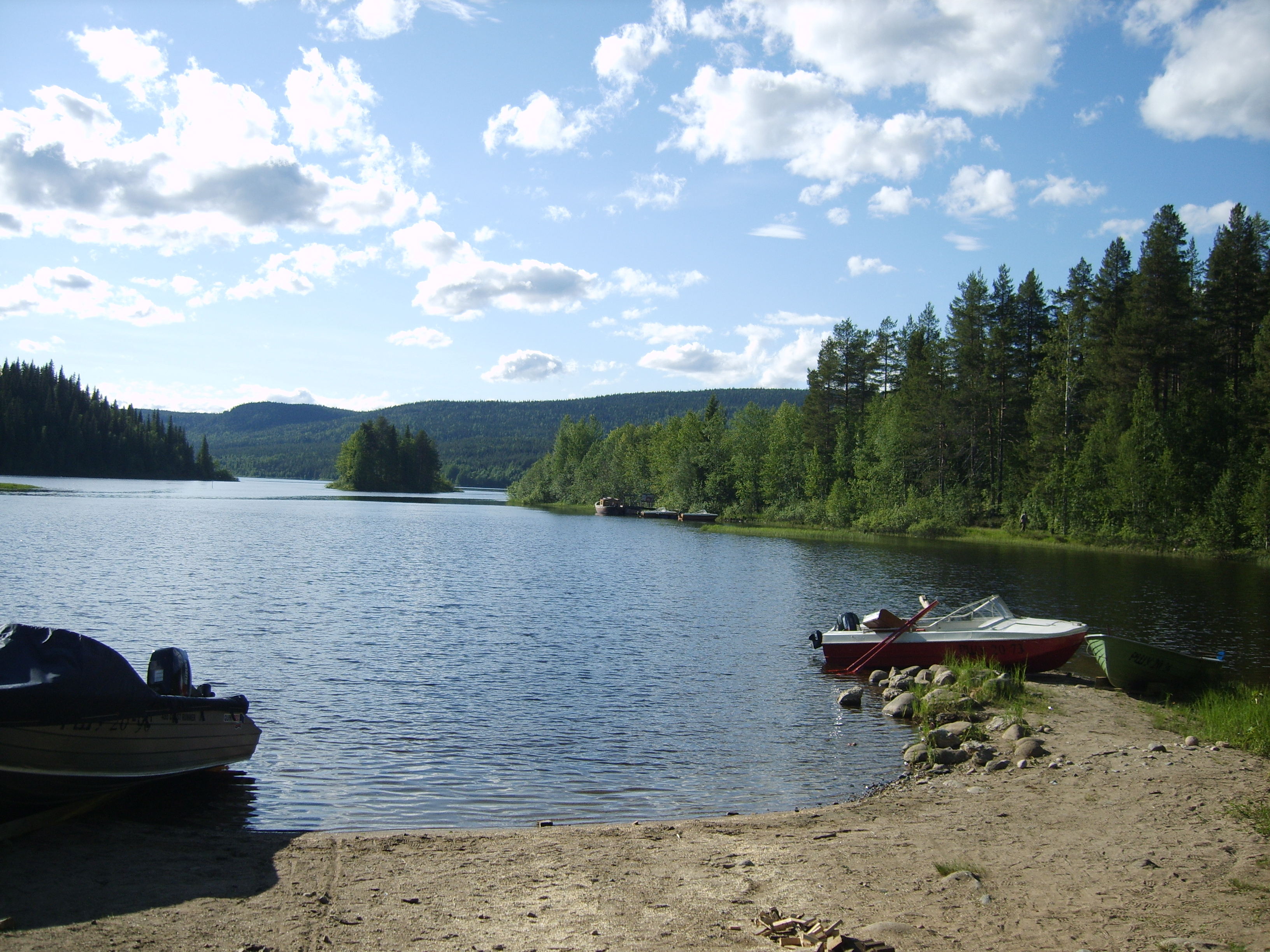

帕納耶爾維國家公園是俄羅斯的國家公園，位於該國西北部卡累利阿共和國，成立於1992年5月20日，面積1,044平方公里，有153種鳥類、36種哺乳類動物棲息。